# Flavius Magnus Magnentius
Flavius Magnus Magnentius (Samarobriva, 303 – Lyon, 353. augusztus 11.) elrómaiasodott frank hadvezér.

## Élete

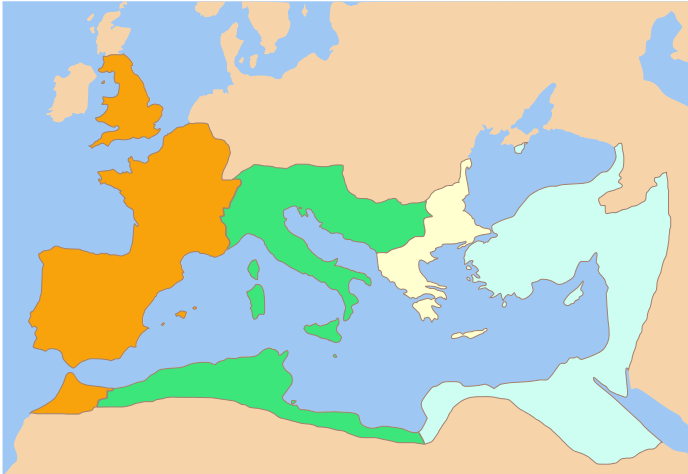
A Római Birodalom 337 szeptemberében. Constantinus három fia – II. Constantinus, Constans, és II. Constantius – egymás között osztotta fel a birodalmat. II. Constantinus a nyugati provinciákat örökölte, Galliát, Britanniát és Hispániát. Constans Itália, Illyricum, az afrikai provinciák és Macedónia felett uralkodott, míg II. Constantius a birodalom keleti felét kapta. Ezeken kívül mostohatestvére, Dalmatius hasonló nevű fiának és idősebb Dalmatius öccsének, Hannibalianus hercegnek is juttatott egy-egy országrészt.

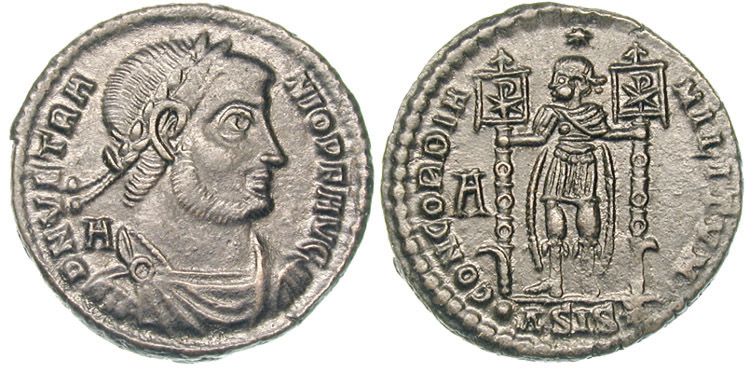
Vetranio pénzérméje

I. Constantinus római császár császár  337. május 22-én bekövetkezett halála után három fia – II. Constantinus, Constans, és II. Constantius – egymás között osztotta fel a birodalmat. Magnentius testőrparancsnok volt és Constantinus császár harmadik fiának Constans császárnak a zsoldjában állt. Constanst, mint zsarnokot és kéjencet katonái megvetették és a katonák lázadása elől, ami Galliában tört ki, menekülnie kellett, útközben azonban Magnentius, aki a testőrség vezetője volt, 350-ben meggyilkolta. Ezután Magnentiust 350. január 18-án  a galliai Augustodunumban császárrá kiáltották ki. Magnentius pogány volt. Azonnal engedélyezte a betiltott éjszakai áldozatokat és gyorsan megszerezte a még túlnyomórészt pogány arisztokrácia támogatását. Ugyanakkor az érméi hátlapjára egy nagy krisztogramot veretett, amivel a keresztényeket sikerült megnyugtatnia.
Constans halálának hírére Illyricumban az illíriai csapatok parancsnoka, Constantius nővére, Constantina kérésése Vetranio császárrá kiáltotta ki magát. Constantius először elfogadta Vetraniót uralkodótársnak, ám 350. december 25-én a társuralkodók közös beszéde alkalmával a légiók előtt megfosztotta őt a császári bíbortól. Életét megkímélte, ami az ilyen aktusoknál nem jellemző.
A kedvezőtlen hírek miatt II. Constantinus félbeszakította a perzsák elleni hadműveleteit, és Illíriába sietett. Vetranio a seregével együtt csatlakozott hozzá, akit lemondatott, kárpótlásként azonban tisztes nyugdíjat adott neki. Az összecsapásra készülő ellenfelek mindketten caesart neveztek ki. Magnentius frank rokonát, Magnus Decentiust a Rajnához, II. Constantius pedig unokatestvérét, a 337. évi vérengzés egyik túlélőjét, Flavius Constantius Gallust Antiochiába, akihez Constantina nővérét is hozzáadta. Constantius ezután a trónbitorló Magnentius ellen vonult, aki közben magához ragadta a római birodalom összes tartományait, egészen az illír határig.

## A mursai csata
Magnentius a Constantius császárral folytatott harcban a Mursa (a mai Eszék) melletti véres csatát 351. szeptember 28-án elvesztette.

## A mons seleucusi csata
Amikor két évre rá 353-ban a mons seleucusi csatában ismét megverték, felakasztotta magát Lyonban.

## Külső források
- An Online Encyclopedia of Roman Emperors - Magnentius (350-353 A.D) and Decentius (351-353 A.D.)

| Elődei: Flavius Sergius és Flavius Nigrinianus | Consul 351 collega: Gaiso (nyugat, keleten nincs consul) | Utódai: Decentius és Paulus (nyugat) és II. Constantius és Gallus (kelet) |

| Elődei: Decentius és Paulus (nyugat) és II. Constantius és Gallus (kelet) | Consul 353 collega: Decentius (nyugat) II. Constantius és Gallus (kelet) | Utódai: II. Constantius és Gallus |

| Előző uralkodó: Constans | Római császár 350–353 | Következő uralkodó: II. Constantius |